# 帕弗尼斯山

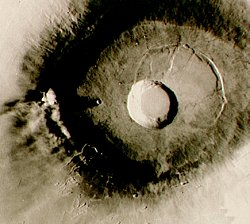
帕弗尼斯山破火山口

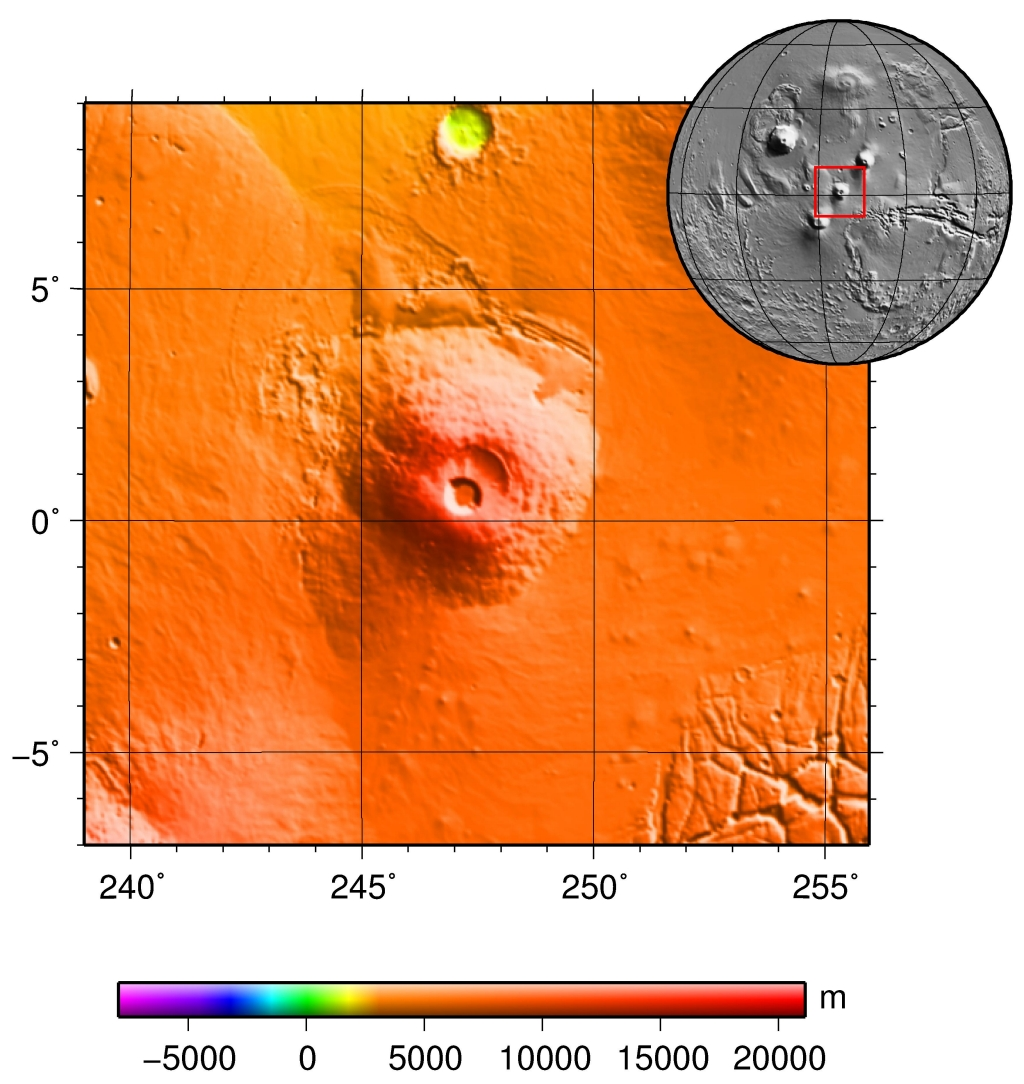
帕弗尼斯山地形圖

帕弗尼斯山（Pavonis Mons）是火星的巨大盾狀火山，是塔爾西斯三座火山的中央那座，位於赤道上，高於基準面14,058公尺，山頂氣壓130帕。另外兩座是東北端的艾斯克雷爾斯山和西南端的阿爾西亞山，太陽系最大的火山奧林帕斯山就在它的西北方。帕弗尼斯山的破火山口相較其他火山是最接近完整圓形的。